# Grimmaische Vorstadt

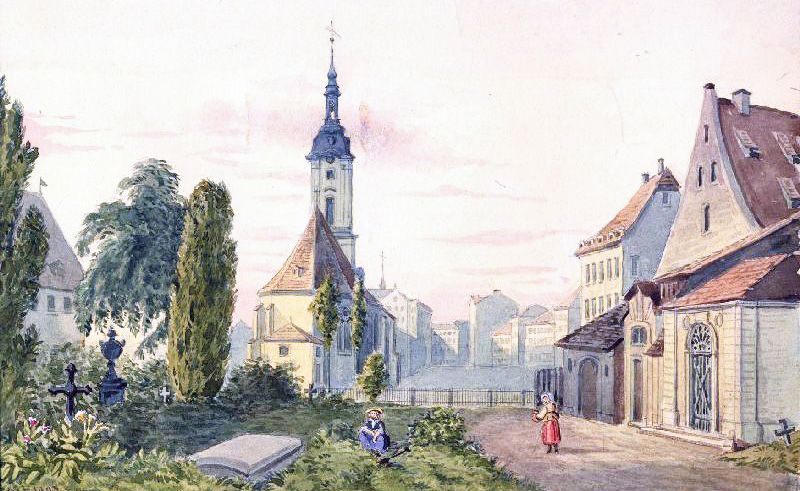
Blick vom Alten Johannisfriedhof mit der Johanniskirche in den Grimmaischen Steinweg (vor 1884)

Die Grimmaische Vorstadt in Leipzig war eine Siedlung außerhalb der historischen Kernstadt, die sich seit dem späten Mittelalter um den Grimmaischen Steinweg entwickelt hatte, welcher die östliche Ausfallstraße Leipzigs und zugleich Teil der Via regia war. Erst um die Mitte des 19. Jahrhunderts wuchs sie wesentlich über ihre Grenzen hinaus und der Name verlor an Bedeutung.

## Begrenzung und Straßen
Die Westgrenze der Grimmaischen Vorstadt war der freie Platz vor dem Grimmaischen Tor, der spätere Augustusplatz. Im Osten reichte sie bis an die Ostgrenze des Alten Johannisfriedhofs, an dessen Nordseite das Äußere Grimmaische Tor und an seiner Südseite das Hospitaltor lagen. Die Südgrenze war die Ulrichsgasse (heute Seeburgstraße) mit dem Sandtor. Im Norden reichte das Viertel bis ans Hintertor am Weg nach Schönefeld in der Nähe des Endes der Quergasse.

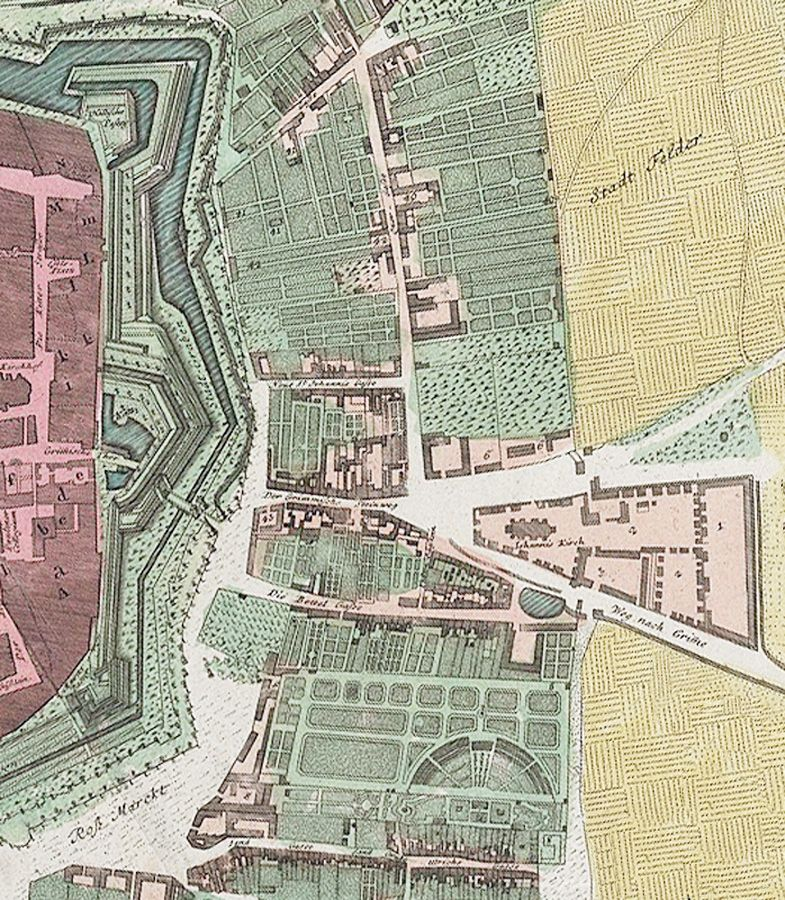
Grimmaische Vorstadt 1749

Neben dem Grimmaischen Steinweg, der sich in der Grimmaischen Vorstadt am späteren Johannisplatz in die Straße nach Dresden und jene nach Grimma teilte, war die Bettelgasse eine wichtige Straße des Viertels, die schon früh eine geschlossene Bebauung aufwies und in der vornehmlich Töpfer wohnten. Sie verlief parallel zum Grimmaischen Steinweg und mündete in die Straße nach Grimma. 1887 erhielt sie ihren heutigen Namen Johannisgasse. Eine Quergasse in Höhe der heutigen Nürnberger Straße hieß Totengäßchen. Durch Bettelgasse und Totengäßchen hatten die Leichenzüge ihren Weg zum Johannisfriedhof zu nehmen.
Nach Norden führte die Quergasse (ab 1839 Querstraße), die im 18. Jahrhundert mit ihren vielen stilvollen Bürgerhäusern und Gärten als die schönste Vorstadtstraße Leipzigs galt. Von ihr zweigte nach Westen die Neue St. Johannis-Gasse ab.
In der Grimmaischen Vorstadt lagen seit Beginn des 15. Jahrhunderts auch die Richtstätten Leipzigs. Für Hinrichtungen mit dem Schwert diente als Schafott ein ovales Gemäuer, der sogenannte Rabenstein, zwischen der Straße nach Dresden und dem Friedhof, wo sich heute der Rabensteinplatz befindet. Der Galgen stand weiter außen an der Dresdner Straße in Höhe des heutigen Gerichtswegs.

## Geschichte
Im Jahr 1278 kauften wegen der Ansteckungsgefahr aus der Stadt verwiesene Leprakranke Land östlich der Stadt und errichteten ein Gebäude, aus dem sich das Johannishospital (später zur Unterscheidung Altes Johannishospital) entwickelte und das mit anderen Aufgaben bis 1928 bestand. Um 1300 kam eine kleine Kapelle dazu, die Johannes dem Täufer, dem Schutzpatron der Aussätzigen, geweiht war und aus der später die Johanniskirche hervorging. Die Johanniskirche war bis zum Bau der alten Trinitatiskirche 1847 die einzige Kirche in den Leipziger Vorstädten. Zugleich mit der Leprastation entstand ein Friedhof, auf dem ab 1476 Leipziger ohne Bürgerrecht beerdigt wurden und der 1536 schließlich zur allgemeinen Begräbnisstätte der Stadt Leipzig bestimmt wurde.
Die Vorstädte wurden bei kriegerischen Handlungen oft stark in Mitleidenschaft gezogen oder zur Gewährung von Schussfreiheit sogar vom eigenen Militär niedergebrannt. Das geschah mit der Bebauung der Grimmaischen Vorstadt im Schmalkaldischen Krieg 1546 auf Befehl von Herzog Moritz von Sachsen (1521–1553). Schwere Schäden gab es auch im Dreißigjährigen Krieg bei fünfmaliger Belagerung der Stadt. Während der Leipziger Völkerschlacht kam es am 18./19. Oktober 1813 entlang des Grimmaischen Steinwegs zu schweren Verwüstungen.

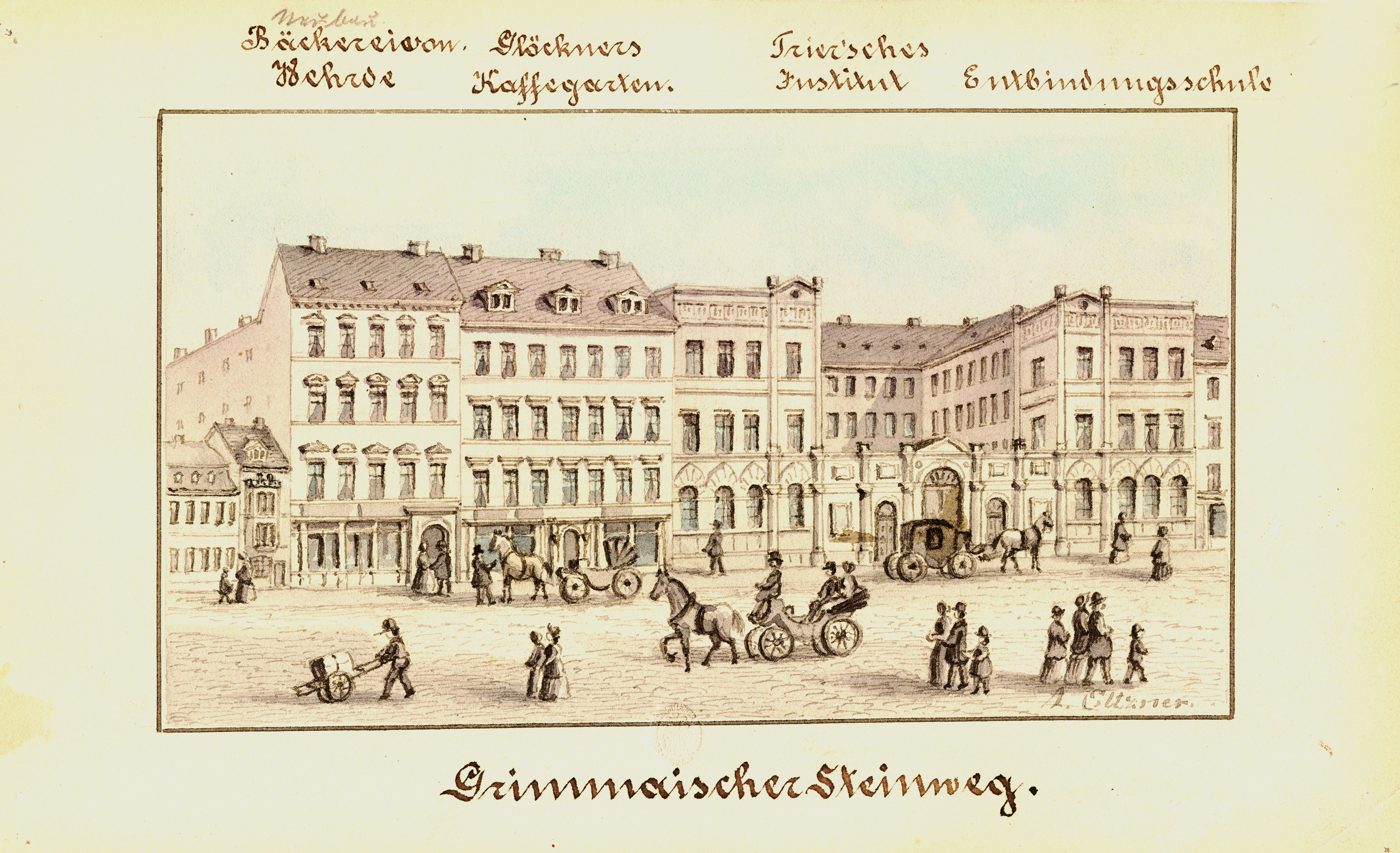
Bebauung an der Südseite des Grimmaischen Steinwegs (um 1860)

Ab 1680 ließ sich der Handels- und Ratsherr Caspar Bose (1645–1700) an die Hausgärten der Bettelgasse angrenzend einen großen Barockgarten, den Großbosischen Garten, einrichten, der fast ein Viertel der Fläche der Grimmaischen Vorstadt einnahm und bis an die Ulrichgasse reichte, wo sich 1757 der Apotheker Johann Heinrich Linck (der Jüngere) (1734–1807) sein Gartenhaus erbauen ließ. Nach der Parzellierung des Bosischen Gartens entstanden in der zweiten Hälfte des 19. Jahrhunderts unter anderem die Königsstraße (heute Goldschmidtstraße) und die Nürnberger Straße. In den 1820er Jahren wurden an der Querstraße die Betriebsgebäude des Brockhaus-Verlags erbaut und bildeten den Start für die Entstehung des Graphischen Viertels. 1828 wurde das Triersche Institut hierhin verlegt, welches 1853 durch einen Neubau von Albert Geutebrück (1801–1868) ersetzt wurde.
Während im Inneren der Grimmaischen Vorstadt einfache Gebäude vorherrschten, wurde ihr Westrand zum Augustusplatz ab der zweiten Hälfte des 18. Jahrhunderts mit repräsentativen Bauten bestückt. Am Eingang der Bettelgasse entstanden das Weinnäpfchen und das Wendlersche Haus, in welchem der Verleger Johann Wendler (1713–1799) eine Freischule für Kinder von armen Eltern einrichtete. Daneben, am Grimmaischen Steinweg, wurde der Alte Poststall (auch Posthörnchen) aufgestockt und 1838 auf der gegenüberliegenden Seite der Straße das neue Postgebäude errichtet. Bis ins 20. Jahrhundert wurden diese Gebäude zum Teil mehrfach überbaut. Auf dem Gelände des Alten Johannishospitals wurde 1926–1929 das Grassimuseum erbaut.
Bei den Luftangriffen im Zweiten Weltkrieg wurden große Teile der ehemaligen Grimmaischen Vorstadt zerstört. Durch die folgenden Neubauten (Wohnbauten am Georgiring, Hauptpost, Hotel und Ringbebauung) wurden bis auf den Grimmaischen Steinweg und die Goldschmidtstraße die Zugänge vom Ring in die ehemalige Grimmaische Vorstadt geschlossen. Die Nordseite des Johannisplatzes und die Querstraße wurden fast komplett neu bebaut.

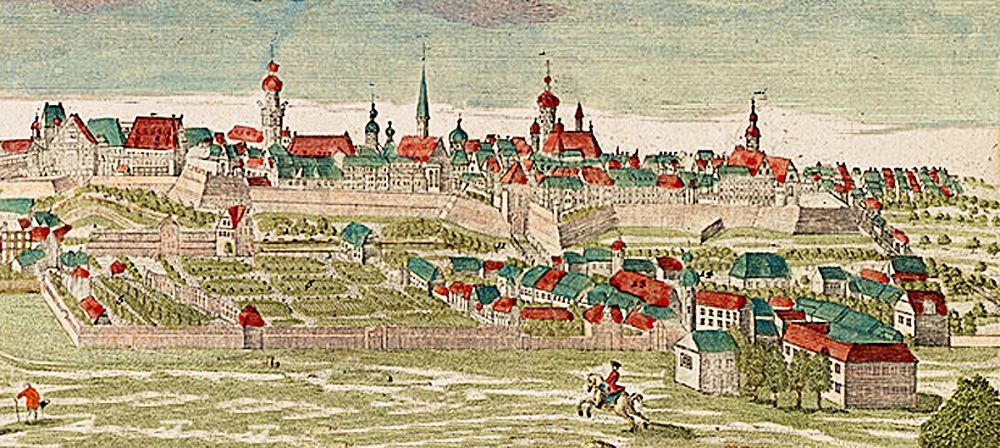
Leipzig 1720 mit Grimmaischer Vorstadt samt Bosens Garten
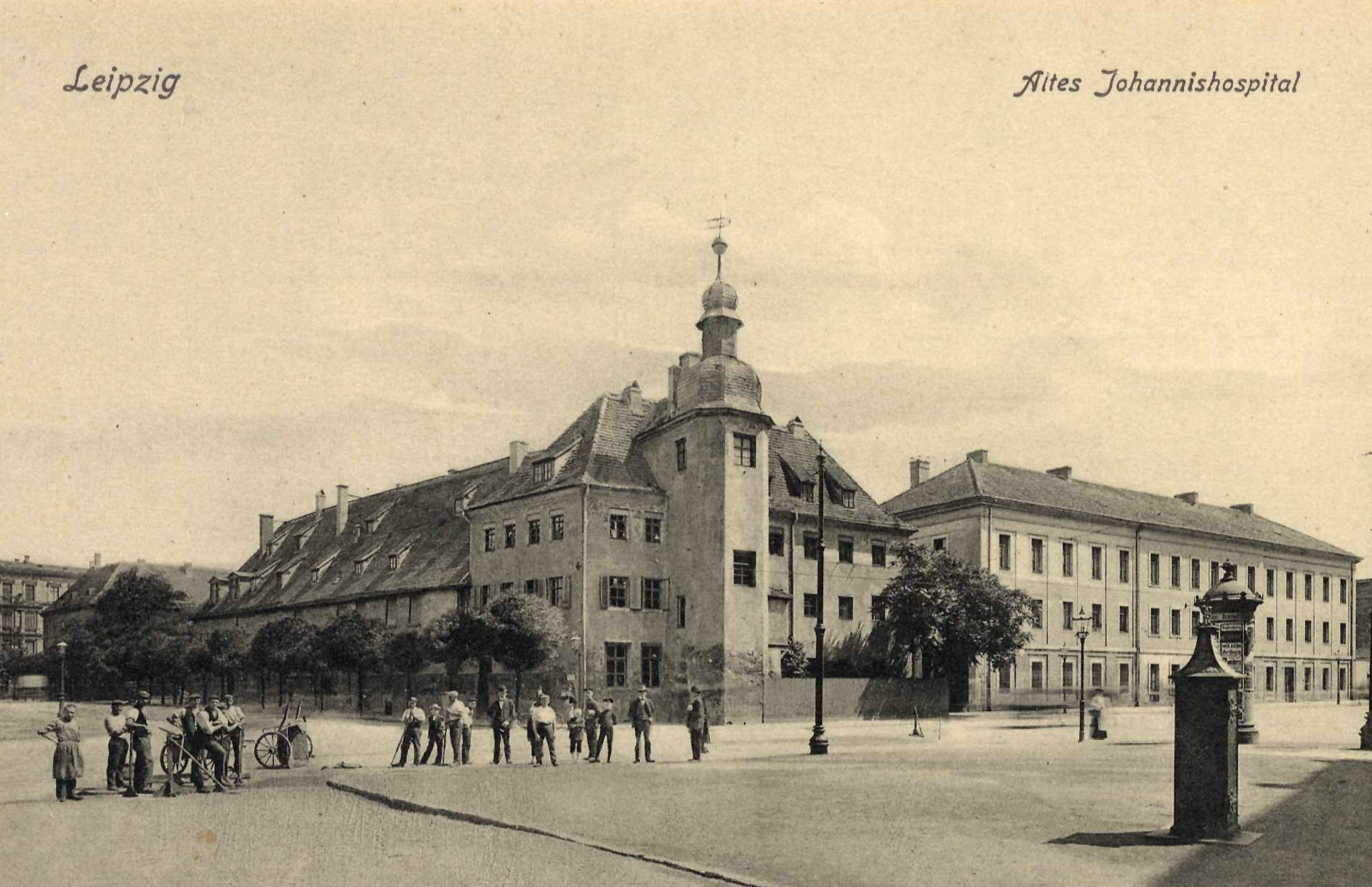
Das Alte Johannishospital (um 1900)
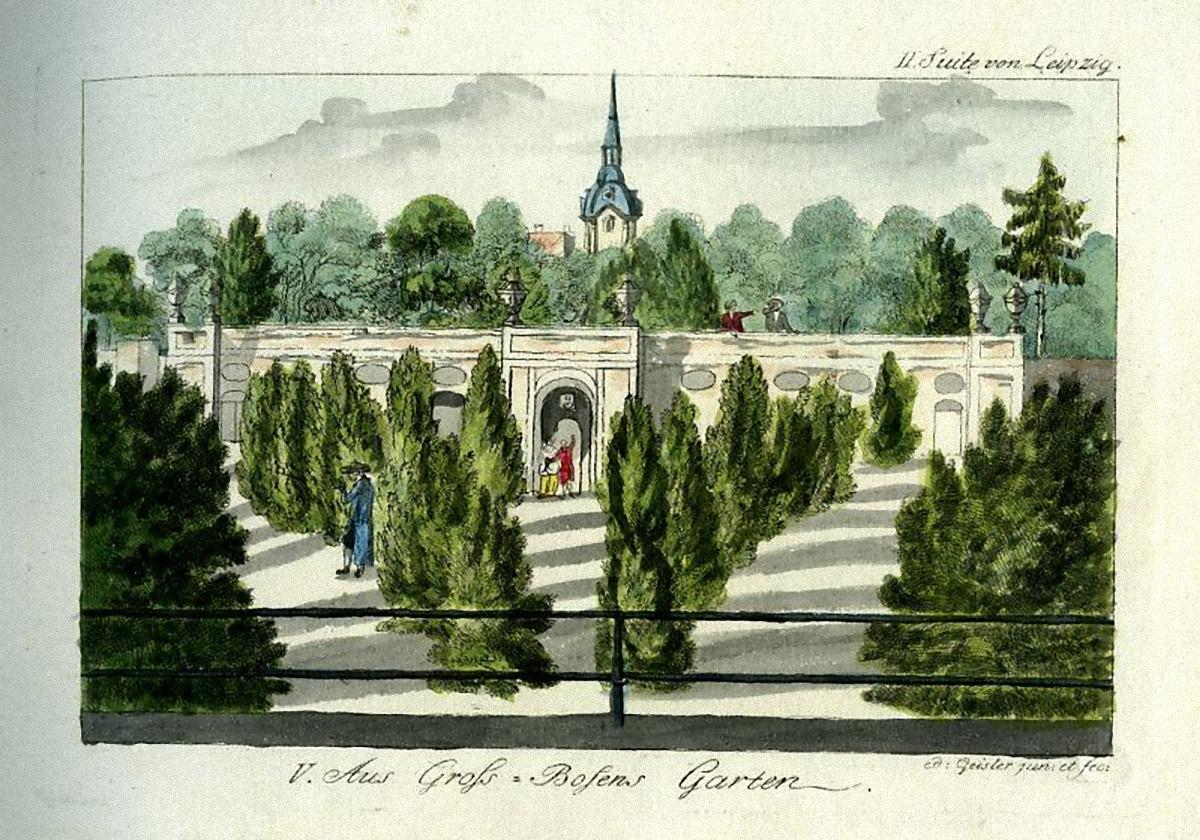
Großbosischer Garten (um 1730)
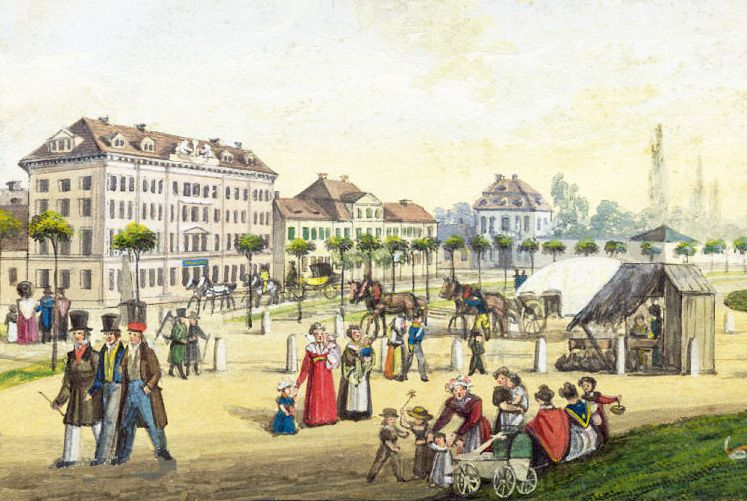
Alter Poststall, Wendlers Haus und Weinnäpfchen (1825)
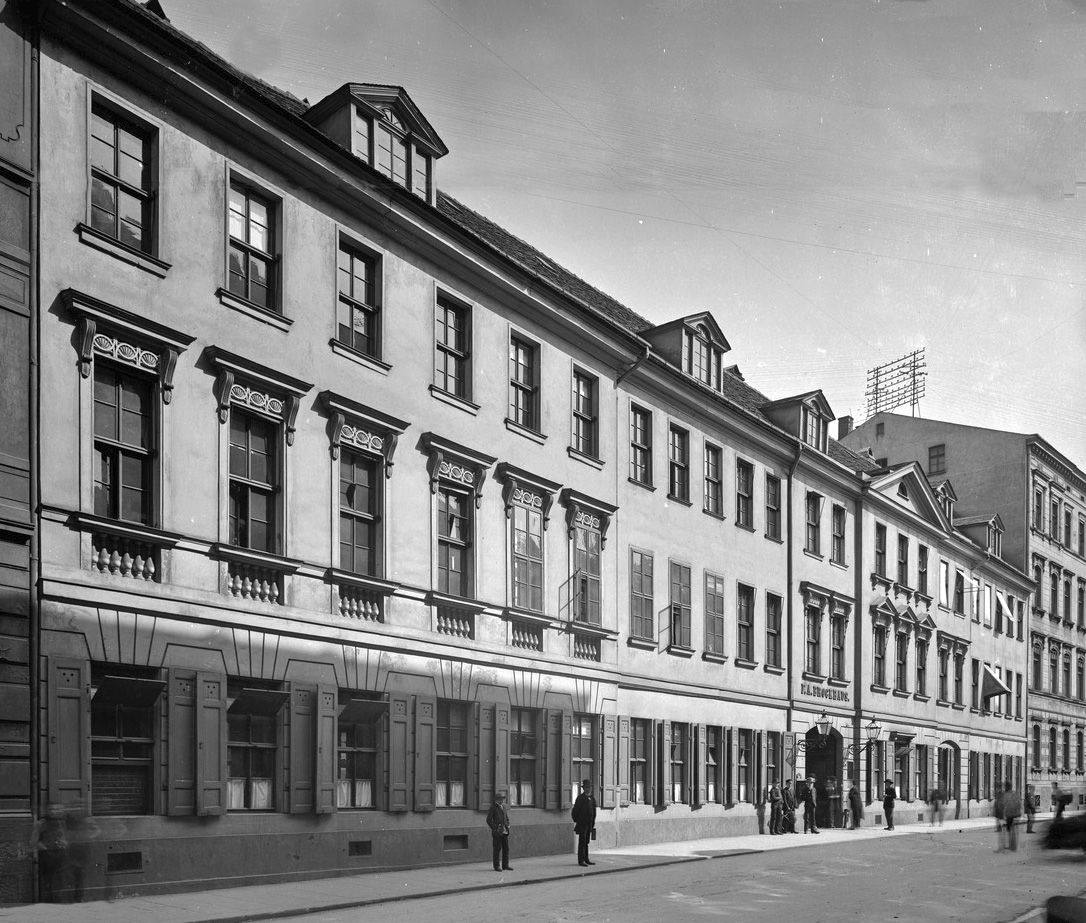
Firmensitz Brockhaus in der Querstraße (um 1895)